# The W
The W é o terceiro álbum de estúdio do Wu-Tang Clan, grupo de rap dos EUA. Contém 13 faixas.

## Lista de faixas[1]
1. "Intro (Shaolin Finger Jab) / Chamber Music"
2. "Careful (Click, Click)"
3. "Hollow Bones"
4. "Redbull"
5. "One Blood Under W"
6. "Conditioner"
7. "Protect Ya Neck (The Jump Off)"
8. "Let My Niggas Live"
9. "I Can't Go to Sleep"
10. "Do You Really? (Thang, Thang)"
11. "The Monument"
12. "Gravel Pit"
13. "Jah World"